# Абдувалі Мусе
Абдувалі Абдулкадір Мусе (сом. Cabdiweli Cabdiqaadir Muuse) — сомалійський пірат. Єдиний виживший з чотирьох піратів, які здійснили атаку на американське вантажне судно «Maersk Alabama» у квітні 2009 року, а потім утримували в заручниках капітана Річарда Філліпса, щоб отримати за нього викуп. Події згодом легли в основу фільму «Капітан Філліпс» (2013), де роль Мусе зіграв актор Бархад Абді.

## Раннє життя
Народився у розділеному місті Галькайо. Федеральне бюро в'язниць США встановило що він народився у 1990 році, хоча мати Мусе стверджувала що він народився у 1992 році, а батько — у 1993. Під час слухання з визначення віку Мусе помічник прокурора США Брендан Макгваєр передав судді Ендрю Пеку, що Мусе називав американцям свій вік щоразу по іншому — 16, 18, 19 і 26 років.
Мусе ріс у великих злиднях, часто в сім'ї не було грошей навіть придбати одяг. В молодому віці Мусе лягнув ногою в обличчя верблюд, в результаті чого він втратив два передніх зуба. З 12 років Мусе жив окремо, працював спочатку помічником водіїв таксі, а згодом кухарем у риболовів. У 2008 році він одружився, але грошей на облаштування будинку для себе і своєї дружини він не мав.

## Атака на «Maersk Alabama» і арешт
Слідство встановило що Мусе був першим з чотирьох піратів, хто піднявся на борт захопленого судна «Maersk Alabama». Під час нападу він отримав ножове поранення в руку від одного з моряків. Екіпажу вдалось взяти Мусе в заручники, а капітан Філліпс запровонував решті піратів гроші і можливість залишити корабель на одній з надувних шлюпок. Однак спільники Мусе змусили сісти в шлюпку капітана, після чого звільнили свого ватажка і втекли з корабля на шлюпці з заручником. Через добу USS Bainbridge перехопив шлюпку і розпочав переговори з озброєними піратами, що тривали кілька годин. Коли Мусе, як ватажок банди, погодився піднятись на борт снайпери ВМС США ліквідували решту піратів і звільнили Філліпса. Самого Мусе заарештували і доправили під вартою до Сполучених Штатів.
Абдувалі Мусе став першим засудженим за піратство в США за останні 100 років,. 16 лютого 2011 року Окружний суд Південного округу Нью-Йорка засудив Мусе до 33 років і 9 місяців ув'язнення. На сьогоднішній день Мусе відбуває покарання у федеральній в'язниці в Терре-Хот
.